# Jaroslav Drobný (futebolista)
Jaroslav Drobný (Počátky, 18 de outubro de 1979) é um ex-futebolista tcheco que atuava como goleiro.

## Carreira
Iniciou a carreira defendendo as categorias de base de SK Chrudim e FC Vítkovice, até se profissionalizar em 1999, no České Budějovice, onde atuaria até 2001.
Atuou ainda por Panionios (2001–05), Fulham (2005–06), ADO Den Haag (2005–06, por empréstimo) e Ipswich Town (2006–07), se estabelecendo no futebol alemão, tendo defendidoBochum (2007, emprestado pelo Ipswich), Hertha Berlim (2007 a 2010) e Hamburgo, onde fez 76 jogos pela Bundesliga. Perdeu espaço no clube após a chegada de René Adler, e mudou-se em 2016 para o Werder Bremen, um dos principais rivais dos Dinossauros.
Sua passagem pelos Grün-Weißen durou 3 anos, mas Drobný só disputou 10 jogos em sua primeira temporada, virando reserva de Felix Wiedwald nas outras 26 partidas e chegou a ser o terceiro goleiro do Werder Bremen em 2018–19, deixando o clube para atuar no Fortuna Düsseldorf, onde jogou apenas 2 vezes.
Regressou ao České Budějovice em outubro de 2019  como titular, participando de 40 partidas - a última delas foi contra o Slovácko, em maio de 2021. Em setembro do mesmo ano, o goleiro anunciou sua aposentadoria dos gramados.

## Seleção tcheca
Pela Seleção Checa de Futebol, Drobný jogou pelas seleções Sub-18, Sub-20 e Sub-21 entre 1997 e 2002. Sua estreia na equipe principal foi em fevereiro de 2009, num amistoso contra o Marrocos.
Disputou as Olimpíadas de 2000 (2 jogos) e a Eurocopa de 2012, como reserva de Petr Čech. A última partida de Drobný pela seleção foi em agosto de 2013, contra a Hungria.